# グリベネス

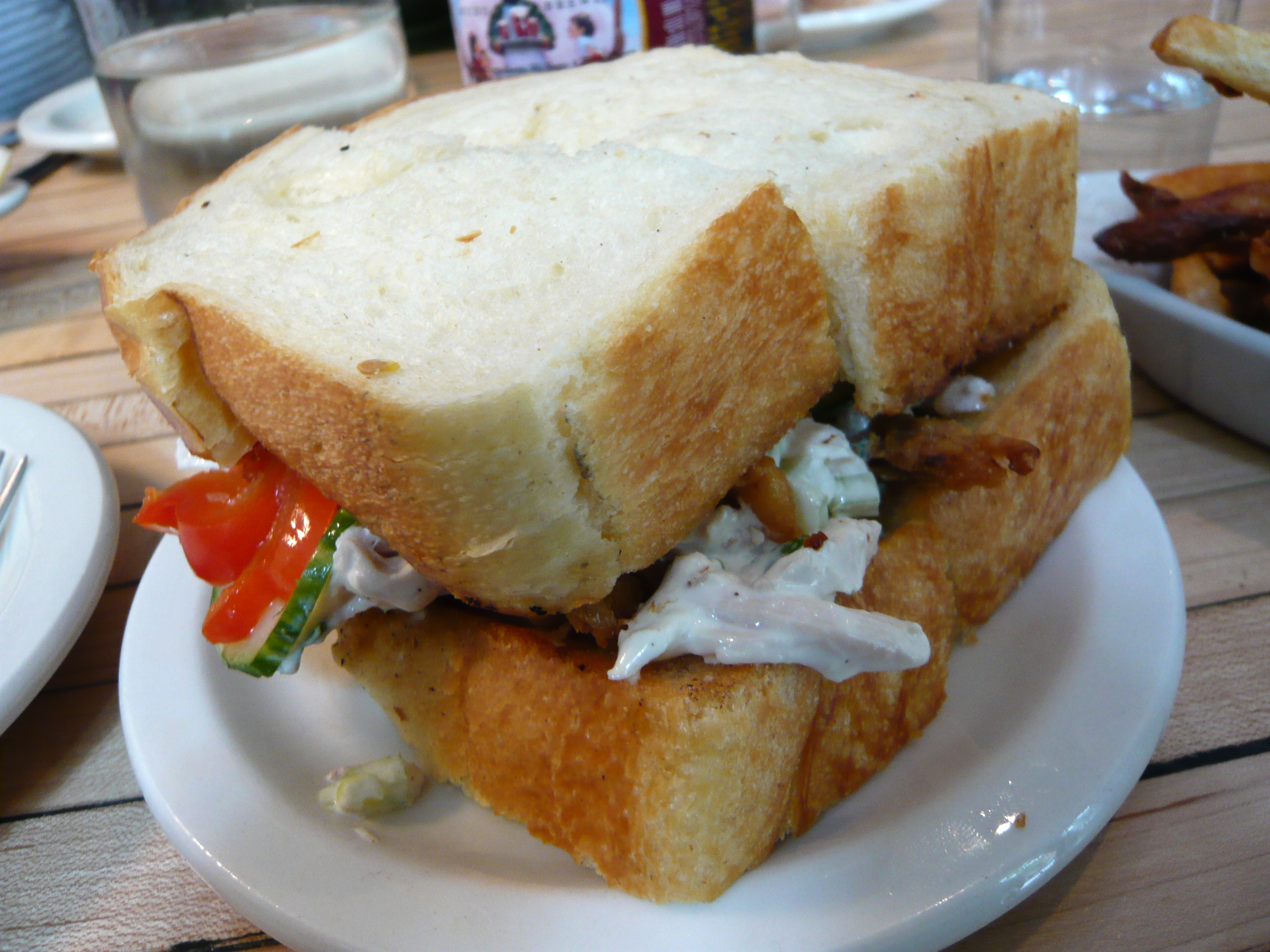
グリベネス入りのチキンサラダ・サンドイッチ

グリベネス（gribenes、イディッシュ語:גריבענעס）とは、ニワトリやガチョウの皮をタマネギと共に揚げて作られる油かすで、シュマルツを抽出する際の副産物である。グリーヴェン（grieven）とも。かつてはアシュケナジムの好物とされ、ユダヤ人の物語や寓話にも引き合いに出されることの多いカシュルート食品である。

## ハレの食事
ハヌカーやローシュ・ハッシャーナーといったユダヤ教の祭日との結び付きが強く、伝統的にはハヌカーの際、ジャガイモのクーゲルやラトケスと共に供されていた。また、料理に大量のシュマルツが古くから用いられていた過越とも関係が深い。

## 利用法
塩をふってライ麦パンやパンパーニッケルに乗せたり 、チョップト・レバーに入れるなど、軽食に用いられることが多い。また、ライ麦パンにはさんだパストラミやホットドッグの副菜や、夜食やオードブルとしても供される。ルイジアナ州のユダヤ人の中には、非カシュルート食品であるエビの代わりにジャンバラヤに入れる者もいる。おやつとしてハッラーにのせて子供に与えることもあった。